# Najma
Najma är ett arabiskt flicknamn och betyder stjärna på arabiska. Det härstammar från en av koranens suror (kapitel), An-Najm. Det fanns år 2007 142 personer som hade Najma som förnamn i Sverige, varav 136 som tilltalsnamn.